# Stibara tricolor
Stibara tricolor là một loài bọ cánh cứng trong họ Cerambycidae.